# Eoin Macken

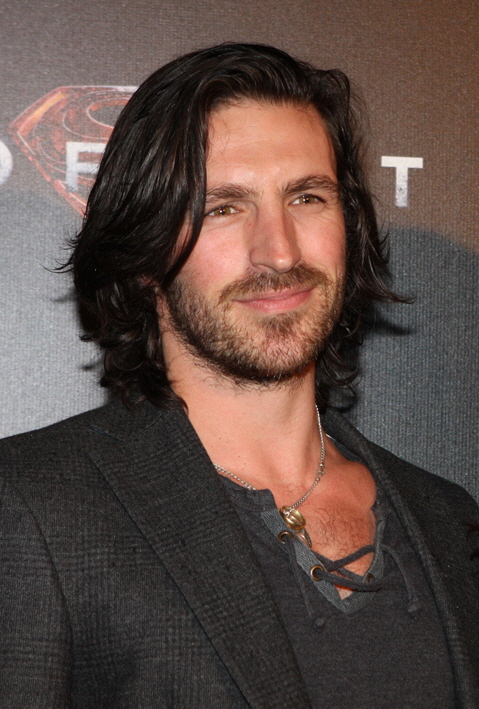
Eoin Macken (2013)

Eoin Christopher Macken (* 21. Februar 1983 in Dublin, Irland) ist ein irischer Schauspieler, Filmemacher und Model.

## Leben
Macken startete seine Model- und Schauspielerlaufbahn am University College in Dublin. Dort nahm er 2002 und 2003 an einer Fashion Show teil. Er belegte dort Kurse in „Acting, Movement & Stage“, machte eine Ausbildung in „Advanced Acting for Camera“ an der Gaiety School, besuchte den Workshop „Stanislavsky“ bei Vincent Chase in Los Angeles und nahm an der „Meisner Technique“ bei Nina Murrano in New York teil. 2003 wurde er als Gesicht für das Modeunternehmen Abercrombie & Fitch ausgewählt.
Seit 2006 spielte Macken in unterschiedlichen Fernsehserien und Filmen mit. Von 2007 bis 2010 war er beispielsweise als Offizier in der Serie Die Tudors zu sehen. 2008 hatte er in dem Psychothriller Christian Blake seine erste Hauptrolle. Er führte auch Regie in diesem Film und schrieb das Drehbuch. Von 2010 bis 2012 gehörte er zur festen Besetzung der Fernsehserie Merlin – Die neuen Abenteuer. Des Weiteren spielte er 2010 in Neil Marshalls Centurion an der Seite von Michael Fassbender eine kleinere Rolle. Weitere Film- und Fernsehrollen folgten.

## Filmografie (Auswahl)
- 2006: Triple Bill
- 2006: Studs
- 2007, 2010: Die Tudors (The Tudors, Fernsehserie, 3 Episoden)
- 2008: Fair City (Fernsehserie, 8 Folgen)
- 2008: Christian Blake
- 2008: Fifth Street (Kurzfilm)
- 2009: 3 Crosses
- 2009: Dreaming for You
- 2009: Through the Night
- 2009: Pubworld
- 2009: Savage
- 2009: Small Island
- 2009: The Rise of the Bricks
- 2010: The Inside
- 2010: Raw
- 2010: Centurion
- 2010: Siren – Verführung ist mörderisch (Siren III)
- 2010–2012: Merlin – Die neuen Abenteuer (Merlin, Fernsehserie, 30 Episoden)
- 2012: Paddy’s in the Boot
- 2012: Suspension of Disbelief
- 2014–2017: The Night Shift (Fernsehserie, 45 Episoden)
- 2015: Killing Jesus (Miniserie)
- 2016: The Forest
- 2016: Resident Evil: The Final Chapter
- 2018: Nightflyers (Fernsehserie)
- 2019: Close – Dem Feind zu nah (Close)
- 2019: The Hole in the Ground
- 2020: Here Are the Young Men (Regie und Drehbuch)
- 2021: Till Death – Bis dass dein Tod uns scheidet (Till Death)
- 2022: The Cellar – Der Keller
- 2022: I Used to Be Famous
- 2025: Ransom Canyon

## Bühnenauftritte (Auswahl)
- Candide am Belvedere College

Am University College Dublin
- The Snapper
- Othello
- The ugly Duckling (Das hässliche Entlein)
- Undermilkwood